# Green Archer

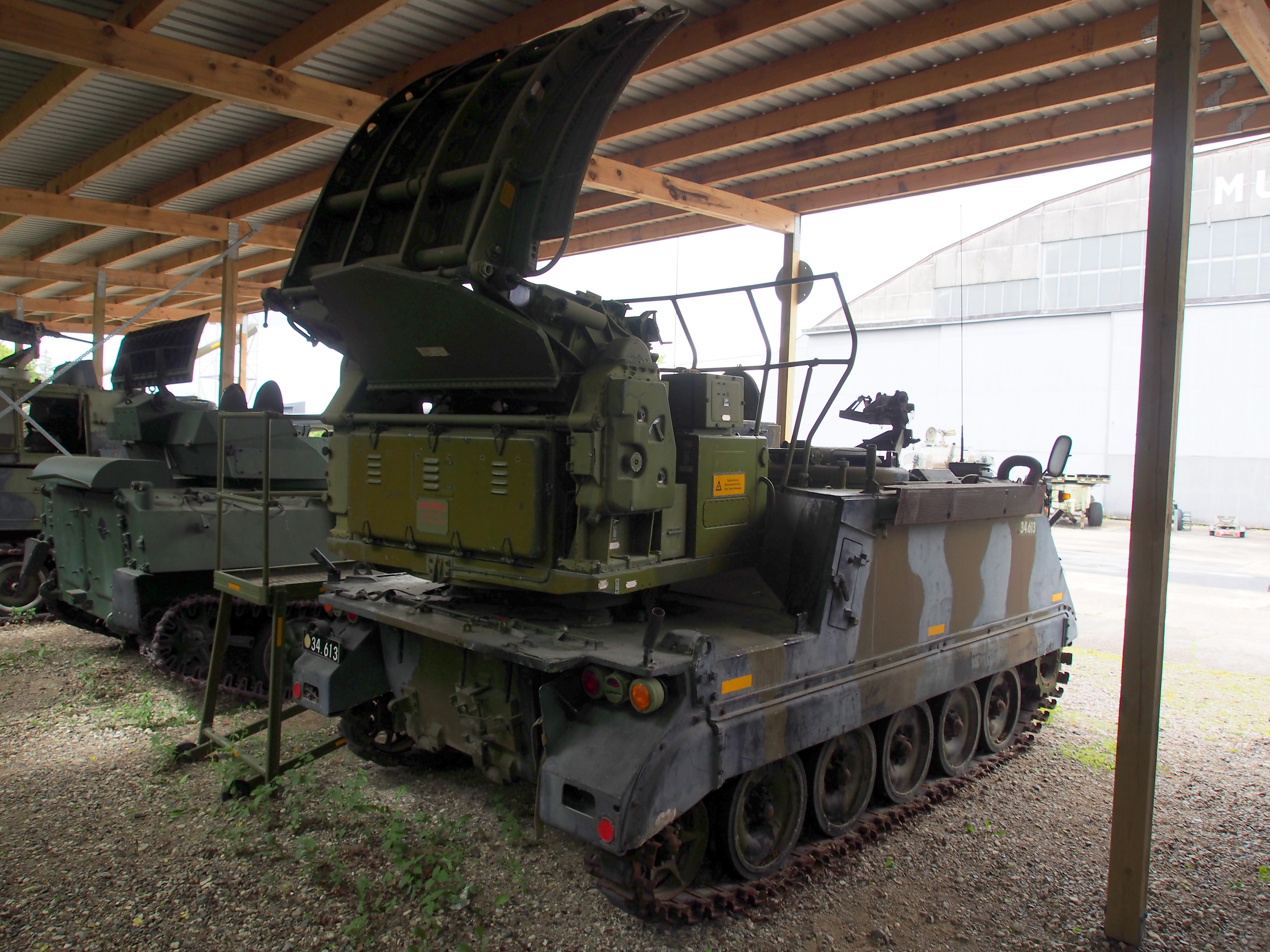
Green Archer vom Dänischen Heer

Green Archer (deutsch: Grüner Bogenschütze) ist die Bezeichnung für ein britisches Artillerieaufklärungsradar der Firma EMI Group.

## Entwicklung
Das Radar wurde in den 1950er-Jahren entwickelt und ab dem Jahr 1962 an die British Army ausgeliefert.

## Technik
Das Radarsystem kann innerhalb von 30 Sekunden feuernde Artilleriestellungen bis zu einer Entfernung von 30 km aufklären. Eine abgefeuerte Mörsergranate kann auf eine maximale Entfernung von 17 km detektiert werden. Die Green Archer der British Army sind auf einem Kettenfahrzeug vom Typ FV 432 installiert. Weiter kann das Radar auch auf einem zweiachsigen Anhänger verbaut werden. Die dänischen und deutschen Systeme sind auf einer speziellen Version des M113-Basisfahrzeuges montiert. Bei diesem ist das Auspuffsystem des Basisfahrzeuges geändert worden, um ein Ansaugen der Auspuffgase in das Radar zu verhindern. Die Besatzung bestand aus vier Mann.
Bei der British Army und in der Schweizer Armee wurde der Green Archer in den 1970er-Jahren durch das Cymbeline-Artillerieaufklärungsradar ersetzt. In Dänemark wurde Green Archer durch das schwedische ARTHUR-System und in Deutschland durch das Artillerieortungsradar COBRA ersetzt.
| Technische Daten Green Archer | Technische Daten Green Archer |
| ----------------------------- | ----------------------------- |
| Frequenzbereich               | 9500–9700 MHz                 |
| Pulswiederholzeit             |                               |
| Pulswiederholfrequenz         | 3,66–3,95 kHz                 |
| Sendezeit (PW)                | 0,25 µs                       |
| Empfangszeit                  |                               |
| Totzeit                       |                               |
| Pulsleistung                  | 200 kW                        |
| Durchschnittsleistung         | 66 W                          |
| angezeigte Entfernung         | 30 km                         |
| Entfernungsauflösung          | 67 m                          |
| Öffnungswinkel                | 39,3°                         |
| Trefferzahl                   |                               |
| Antennenumlaufzeit            |                               |

## Nutzerstaaten
Daten aus
- Argentinien – 5
- Indien – 5
- Italien – 5
- Israel – 5
- Dänemark – 8
- Deutschland – 50
- Schweden – 5
- Schweiz – 5
- Südafrika – 5
- Vereinigtes Königreich – unbekannte Anzahl